# Soggettività tributaria
La soggettività tributaria è la posizione giuridica in cui si trovano i soggetti coinvolti nella vicenda tributaria. Si distinguono pertanto:
- la soggettività tributaria attiva
- la soggettività tributaria passiva.

Entrambe sono individuate dalla legge, che individua altresì il nesso che intercorre tra queste due situazioni e il presupposto d'imposta.

Il rapporto che intercorre tra queste due situazioni soggettive è il rapporto d'imposta, che (secondo le opinioni dottrinali e prevalenti) non coincide con il concetto civilistico di rapporto obbligatorio.

## La soggettività tributaria attiva
Solitamente, la soggettività attiva fa capo all'ente impositore (o a soggetti ausiliari di esso) e si sostanzia nella cd. funzione tributaria, che è funzione pubblica di esercizio della potestà impositiva amministrativa, comprendente il potere di accertare e riscuotere i tributi secondo una data sequenza di atti costituenti il procedimento impositivo. 

La soggettività attiva può nascere:
- al verificarsi del presupposto (v. Imposta), cioè quando sorgono gli obblighi prodromici su cui il soggetto attivo ha poteri di controllo;
- al verificarsi delle singole fattispecie di riscossione, cioè quando nascono i vari diritti di credito, intesi come frazioni del potere di riscossione.

Anche il contribuente, che di regola è il soggetto passivo del rapporto tributario, può essere titolare di situazioni attive: si pensi al credito d'imposta previsto da varie normative quali quella relativa all'IVA e all'IRES. Le norme vigenti operano con diversi meccanismi (detrazione, rimborso, compensazione).

## La soggettività tributaria passiva
Possono essere soggetti passivi del tributo:
- le persone fisiche
- le persone giuridiche
- secondo parte della dottrina, pure le organizzazioni di persone o beni prive di capacità giuridica ma considerate dalla legge in possesso di soggettività tributaria (es.: le associazioni non riconosciute, i consorzi e le altre organizzazioni non appartenenti ad altri soggetti passivi, nei confronti delle quali il presupposto si verifichi in modo unitario e autonomo. Testo unico delle imposte sul reddito).

La soggettività passiva è una posizione alquanto complessa, in quanto comprende:
- la vera soggezione ai poteri di controllo;
- l'obbligo di adempiere al pagamento;
- l'onere di adempiere per esercitare un potere o una facoltà (pagare l'imposta di bollo per poter ottenere copie legali di taluni documenti)
- l'interesse legittimo alla corretta applicazione della norma impositiva
- il dovere di assolvere gli obblighi prodromici (es. tenuta delle scritture contabili
- il diritto soggettivo di adire il giudice per le controversie inerenti al rapporto d'imposta.

Complessivamente, tutti i suddetti obblighi (di fare e di dare) del contribuente sono finalizzati a realizzare l'interesse pubblico del creditore.

## I soggetti passivi diversi dal contribuente
Propter utilitatem fisci ("a beneficio del Tesoro") la legge può:
1. indicare (come soggetti passivi) soggetti che non hanno un nesso diretto con il presupposto d'imposta,
2. imporre un vincolo di solidarietà passiva tra il contribuente ed un soggetto terzo,
3. coinvolgere nella vicenda tributaria soggetti del tutto estranei alla realizzazione del presupposto.

La dottrina ha individuato la categoria del soggetto passivo del solo accertamento, facendovi rientrare quei soggetti che sono tenuti solo alla dichiarazione d'imposta e soggiacciono all'accertamento, ma non sono tenuti al pagamento.

È il caso delle società di persone, in cui i veri soggetti passivi sono i soci (che realizzano il presupposto, percependo una quota del reddito), accanto ai quali si pone la società stessa che è tenuta a presentare la dichiarazione (adempimento a rilevanza tributaria). In capo alla società, solo l'accertamento si svolge in maniera unitaria, tant'è che essa è obbligata a tenere le scritture contabili e ad assumere la veste di sostituto d'imposta in ordine alle somme erogate ai soci.
Quanto al punto sub 3), gli obblighi imposti ai terzi non fanno venir meno la responsabilità del vero soggetto passivo del tributo. Si pensi al cancelliere di tribunale, cui la legge impone di inviare le sentenze e gli altri provvedimenti giurisdizionali all'Ufficio del Registro, ma non anche di corrispondere il relativo tributo (cfr. art. 19 del d.P.R. n. 642 del 1972), a differenza della sostituzione tributaria che prevede al contrario anche il pagamento dell'imposta in luogo di altri.